# HDD Jesenice
Le Hokejsko drsalno društvo Jesenice ou HDD Jesenice est un club de hockey sur glace de Jesenice en Slovénie.

## Historique
Le club est créé en 2013 sous le nom de Team Jesenice pour remplacer le HK Jesenice.
Il évolue dans le Državno Prvenstvo, le championnat slovène et parallèlement dans l'Alps Hockey League.

## Palmarès
- Alps Hockey League
  - Champion en 2023
- Championnat de Slovénie
  - Champion en 2015, 2017, 2018, 2021
- Coupe de Slovénie
  - Vainqueur en 2017, 2018, 2021